# گرانخا د رکامرا

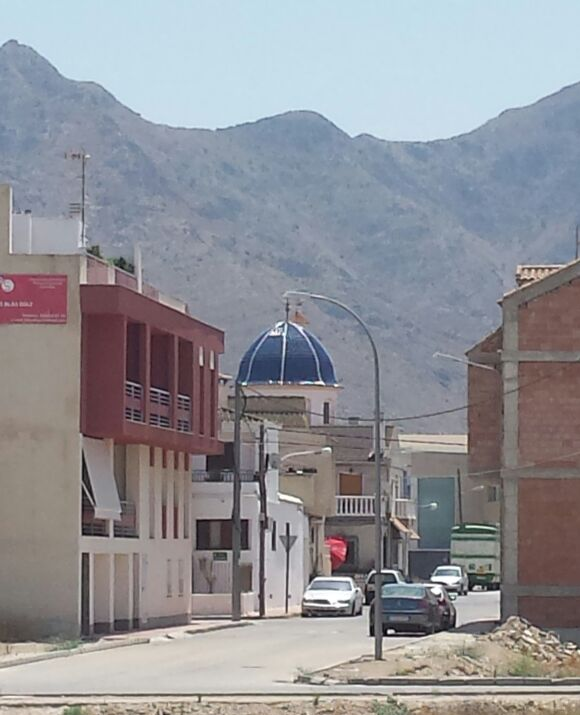
نمایی از دهستان گرانخا دِ رُکامورا در استان آلیکانتهٔ اسپانیا - ۲۰۱۵

گرانخا دِ رُکامورا (به اسپانیایی: Granja de Rocamora) دهستانی در استان آلیکانتهٔ اسپانیا است.
در این دهستان ۲۴۶۳ نفر زندگی می‌کنند. مساحت این دهستان ۷٫۳۳ کیلومتر مربع است.